# Гранд-Рапидс (тауншип, Миннесота)
Гранд-Рапидс (англ. Grand Rapids) — бывший тауншип в округе Айтаска, Миннесота, США. На 2000 год его население составляло 11 747 человек. Название тауншипа произошло от больших порогов (на английском Grand Rapids) на реке Миссисипи
В 2010 году тауншип был упразднён, а его территория и население перераспределены между городами Гранд-Рапидс, Ла-Прери и Колрейн

## География
По данным Бюро переписи населения США площадь тауншипа составляла 93,3 км², из которых 87,4 км² занимала суша, а 6,0 км² — вода (6,41 %).

## Демография
По данным переписи населения 2000 года в Гранд-Рапидс проживали 11 747 человек, было 4884 домохозяйств и 3057 семей. Плотность населения составляла 134,5 чел./км². На территории тауншипа было расположено 5134 постройки со средней плотностью 58,8 построек на один квадратный километр. Расовый состав населения: 96,19 % белых, 0,23 % афроамериканцев, 1,66 % коренных американцев, 0,54 % азиатов, 0,02 % c Тихоокеанских островов, 0,29 % — других рас США и 1,07 % приходится на две или более других рас. Испанцы или латиноамериканцы любой расы составляли 0,73 % от популяции тауншипа.
Из 4884 домохозяйств в 29,0 % воспитывались дети до 18 лет, в 48,1 % проживали супружеские пары, в 11,0 % проживали незамужние женщины и в 37,4 % домохозяйств проживали несемейные люди. 32,1 % домохозяйств состояли из одного человека, при том 16,1 % из — одиноких пожилых людей старше 65 лет. Средний размер домохозяйства — 2,30, а семьи — 2,89 человека.
В тауншипе проживало 23,8 % населения младше 18 лет, 9,3 % в возрасте от 18 до 24 лет, 24,9 % от 25 до 44, 22,5 % от 45 до 64 и 19,6 % старше 65 лет. Средний возраст — 40 лет. На каждые 100 женщин приходилось 90,5 мужчин. На каждые 100 женщин старше 18 приходилось 86,0 мужчин.
Средний годовой доход домохозяйства составлял 31 572 долларов, а средний годовой доход семьи — 41 875 долларов. Средний доход мужчин — 38 561 долларов, в то время как у женщин — 21 845. Доход на душу населения составил 17 095 долларов. За чертой бедности находились 7,9 % семей и 10,5 % всего населения тауншипа, из которых 14,3 % младше 18 и 6,4 % старше 65 лет.